# Stanley (automòbil de vapor)

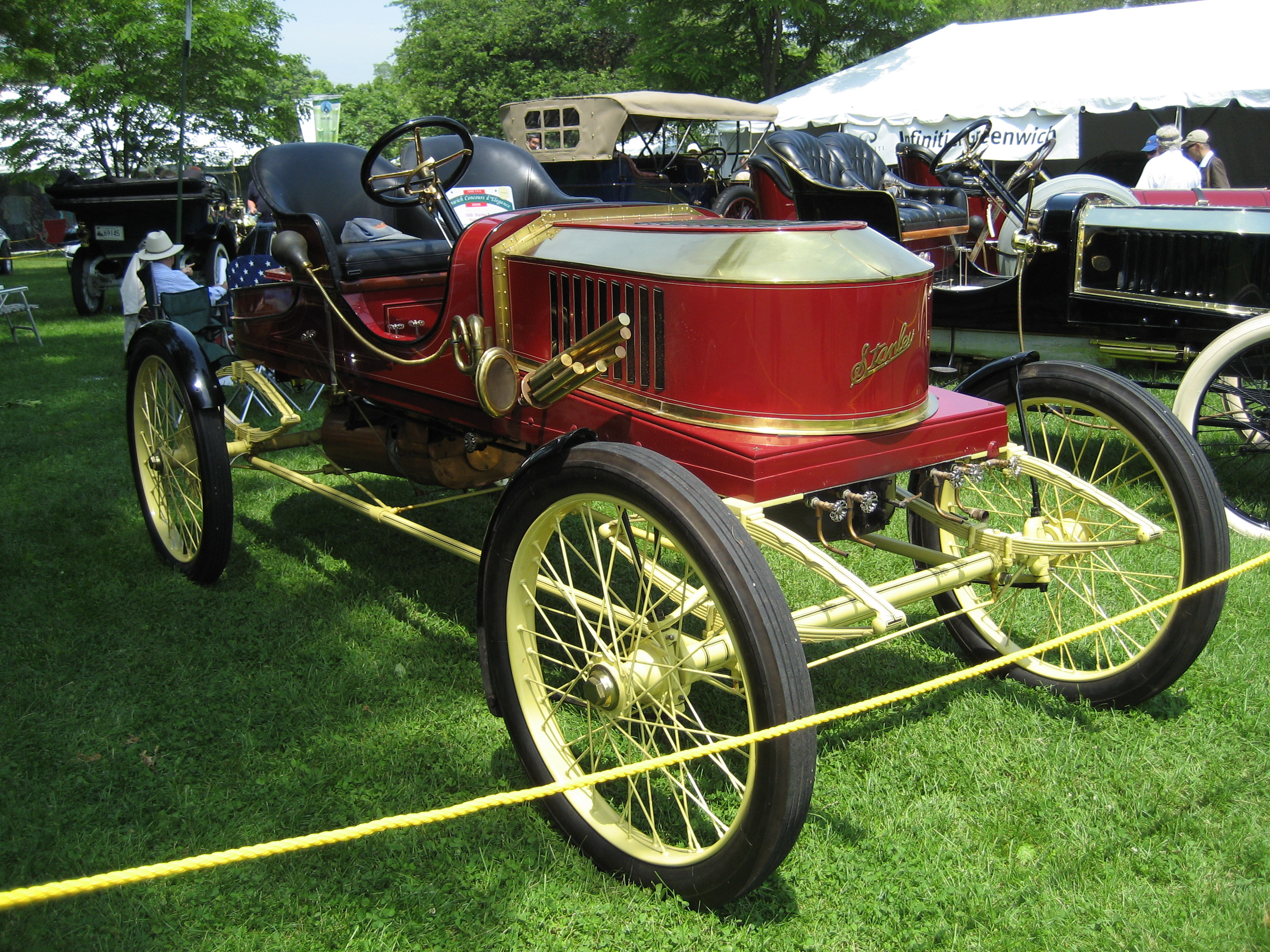
Automòbil Stanley K Raceabout. Any 1908

Els automòbils de vapor Stanley marcaren una fita en el desenvolupament de l'automòbil de vapor i de l'automòbil en general.
Projectats i construïts pels germans bessons Stanley, primerament de forma privada i des de 1902 per la Stanley Motor Carriage Company, aquests cotxes amb motor de vapor són encara objecte d'admiració cercats amb afany pels col·leccionistes.

## Època inicial
Francis E.Stanley (1849-1918) i Freelan O.Stanley (1849-1940) fabricaren un cotxe de vapor segons disseny propi l'any 1897. Entre el 1898 i 1899 fabricaren més de 200 automòbils, més que cap altre fabricant als Estats Units. Després de vendre el disseny inicial a la companyia Locomobile, el 1902 fundaren la Stanley Motor Carriage Company.

## Detalls tècnics

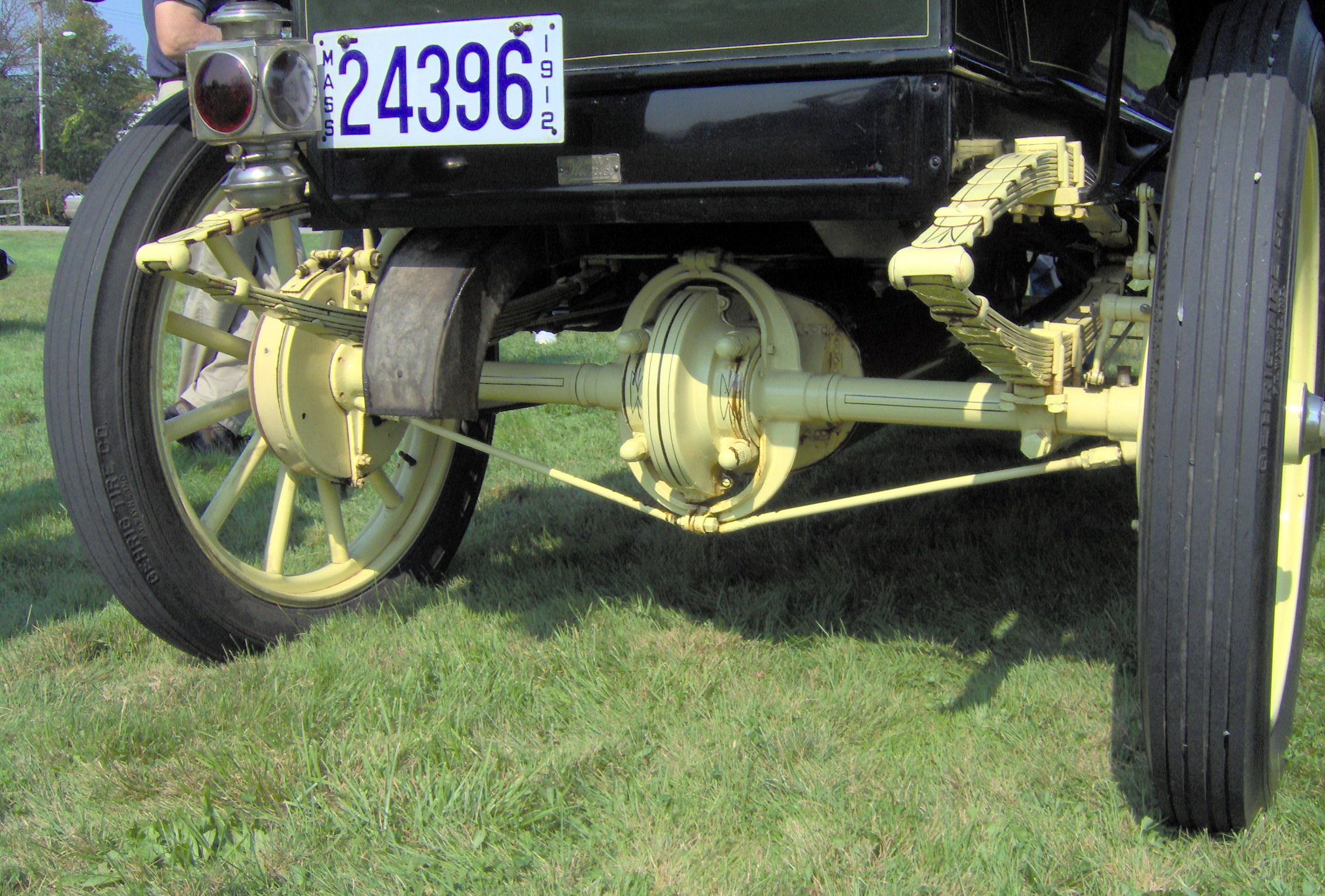
Automòbil Stanley de l'any 1912. Detalls del xassís, suspensió i transmissió.

Els primers automòbils Stanley diposaven de xassís rígids formats per un bastidor tubular rectangular i quatre rodes sense suspensió de cap mena. El cos del vehicle, amb el generador de vapor i el motor, estava suspès mitjançant molles el·líptiques d'acer. El generador de vapor (caldera) era del tipus de tubs de foc verticals, en principi muntat darrere dels seients, i disposava d'un cremador de gasolina vaporitzada (de querosè en models posteriors) en la part inferior. La caldera estava reforçada amb corda de piano (centenars de metres de cable prim d'acer) bobinada al voltant, un disseny que permetia un vaixell molt resistent i de pes moderat. Els tubs de foc eren de coure en els primers models. Els tubs estaven estampats a pressió en els traus de les brides superior i inferior. En models posterior, l'adopció d'un condensador per a millorar l'autonomia, provocava fuites d'oli a través de les juntes d'expansió i s'usaren tubs d'acer soldats. Les calderes eren més segures del que hom podria suposar. Tenien vàlvules de seguretat i, en cas de falla d'aquestes, la sobrepressió causava la ruptura d'alguna de les nombroses juntes presents. La ruptura permetia que la pressió baixés molt abans de l'explosió de la caldera. No hi ha cap cas documentat d'una explosió en funcionament.
- El motor era de dos cilindres, de doble efecte i simple expansió. Amb vàlvules de distribució del tipus de lliscament lateral.
- La transmissió es feia directament des del cigonyal fins a un diferencial mitjançant una cadena (per a absorbir els moviments relatius entre el xassís rígid i el cos de l'automòbil suspès). *Sovint els propietaris d'un Stanley modificaven el seu automòbil amb accessoris segons criteris propis (lubricants, condensadors, ...).

## Models posteriors

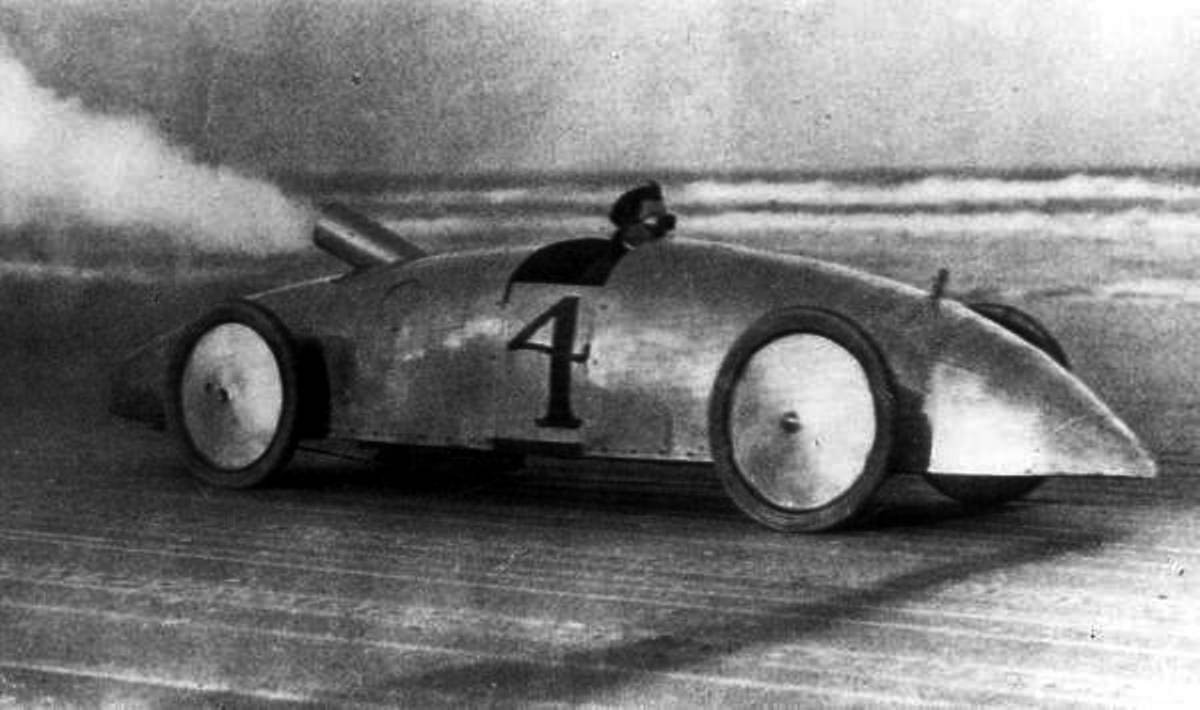
Un automòbil Stanley Steamer, model prototipus de rècord, en la platja de Daytona el 1903

Per a evitar problemes legals i conflictes amb el disseny que havien venut a la companyia Locomobile, els germans Stanley dissenyaren un nou model de motor que engranava directament a l'eix posterior. Els darrers models disposaven de carroceria d'alumini però mantenien el xassís rígid de tubs d'acer. El generador de vapor va passar a la part davantera i, per culpa del disseny de la coberta del generador, els clients anomenaren el nou model "bagul de morts". El 1915 es va instal·lar un condensador per a millorar l'autonomia (fins aleshores era molt limitada: d'uns 80 km).

## Decadència
Els automòbils de combustió interna (amb motor Otto) milloraren molt les prestacions a finals de 1910. El cop definitiu, des del punt de vista pràctic, fou l'adopció del motor d'arrancada elèctric que permeté deixar de banda l'arranc manual amb maneta (maniobra perillosa i incòmoda). Un automòbil amb motor d'explosió permetia un arranc instantani mentre que un automòbil de vapor necessitava uns minuts. També el preu fou decisiu: els automòbils de vapor, fabricats manualment, eren molt més cars que els cotxes de combustió interna. Algunes fonts citen que, per culpa d'una pesta equina, tots els abeuradors del costat de les carreteres foren suprimits. Els propietaris dels Stanley precisament usaven aquests abeuradors per a reposar l'aigua que consumien els seus automòbils. Aquest fet no va ajudar gens a les vendes dels cotxes de vapor.